# نيل لورانس
نيل لورانس (بالإنجليزية: Neal Lawrence)‏ هو دبلوماسي وشاعر أمريكي، ولد في 22 يناير 1908، وتوفي في 3 نوفمبر 2004.